# مارجيت باش
مارجيت باش (بالألمانية: Margit Bach)‏ هي منافسة ألعاب القوى ألمانية، ولدت في 25 مارس 1951 في Höchst (Frankfurt am Main) ‏ في ألمانيا.

## وصلات خارجية
- مارجيت باش على موقع أوليمبيديا (الإنجليزية)